# Langessa
Langessa é um gênero de mariposa pertencente à família Crambidae.